# Schio
Schio es una población y comuna en la provincia de Vicenza (en la región del Véneto, en el norte de Italia) se encuentra al norte de Vicenza y al oeste del Lago Garda. Está rodeada por las Pequeñas Dolomitas (prealpes italianos), el monte Pasubio y Strada delle 52 gallerie.

## Historia
Su nombre proviene del latín: escletum era utilizado para referirse a la madera de los robles y se utilizó por primera vez en un documento de los Benedictinos de Vicenza. Los primeros asentamientos se realizaron en torno a dos pequeñas colinas, donde hoy se encuentran las ruinas del viejo castillo y una majestuosa catedral neoclásica.
Hacia el siglo XII Schio se había convertido en un importante centro de la próspera industria textil a base de lana. Hasta el 1311 la ciudad estuvo gobernada por la familia Maltraversi de Venecia.
Actualmente Schio es una ciudad industrial gracias a  Alessandro Rossi, que fundó en el siglo XIX la mayor compañía lanera de Italia (Lanerossi). Rossi también se ocupó de construir casas, escuelas, teatros y jardines para sus trabajadores, entre ellos el Jardín Jacquard. Las más importantes empresas textiles en Schio eran Lanerossi, Conte y Cazzola. Schio fue llamada la "Manchester de Italia", por su énfasis en el comercio y procesamiento de la lana en forma similar a lo que ocurría en la ciudad británica.

## Deportes
- PF Schio juega en Serie A1 y su estadio es el PalaCampagnola con capacidad para 2,700 espectadores.
- Calcio Schio 1905 juega en la Excelencia de Veneto y su estadio es el Stadio “De Rigo” con capacidad para 1,500 espectadores.

## Evolución demográfica
| Gráfica de evolución demográfica de Schio entre 1861 y 2011 |
|                                                             |
| Fuente ISTAT - elaboración gráfica de Wikipedia             |

## Ciudades hermanadas
- Landshut (Alemania) desde 1981.
- Kaposvár (Hungría) desde 1990.
- Pétange (Luxemburgo) desde 1992.

## Galería de fotos

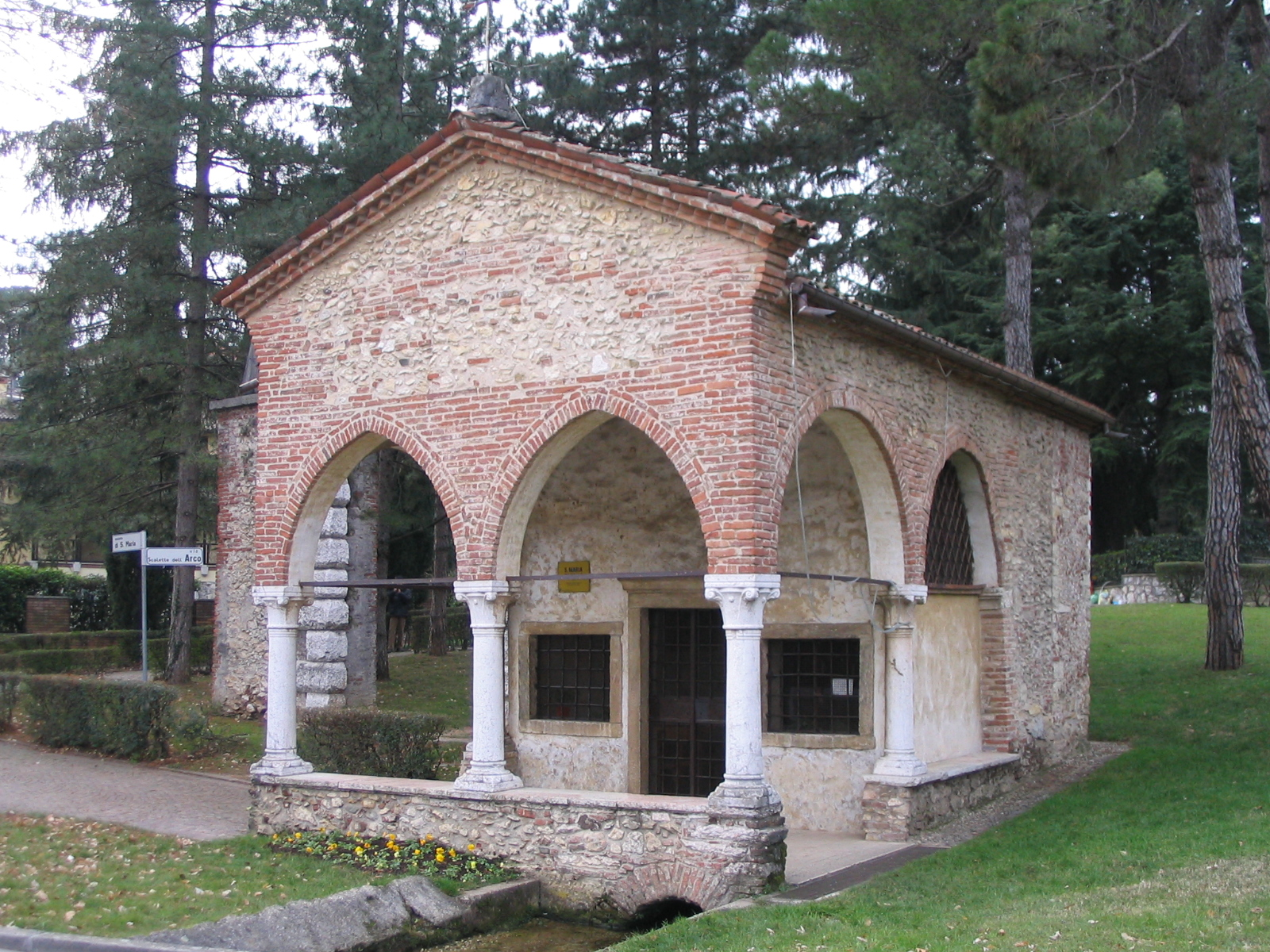
La pequeña capilla de Santa María
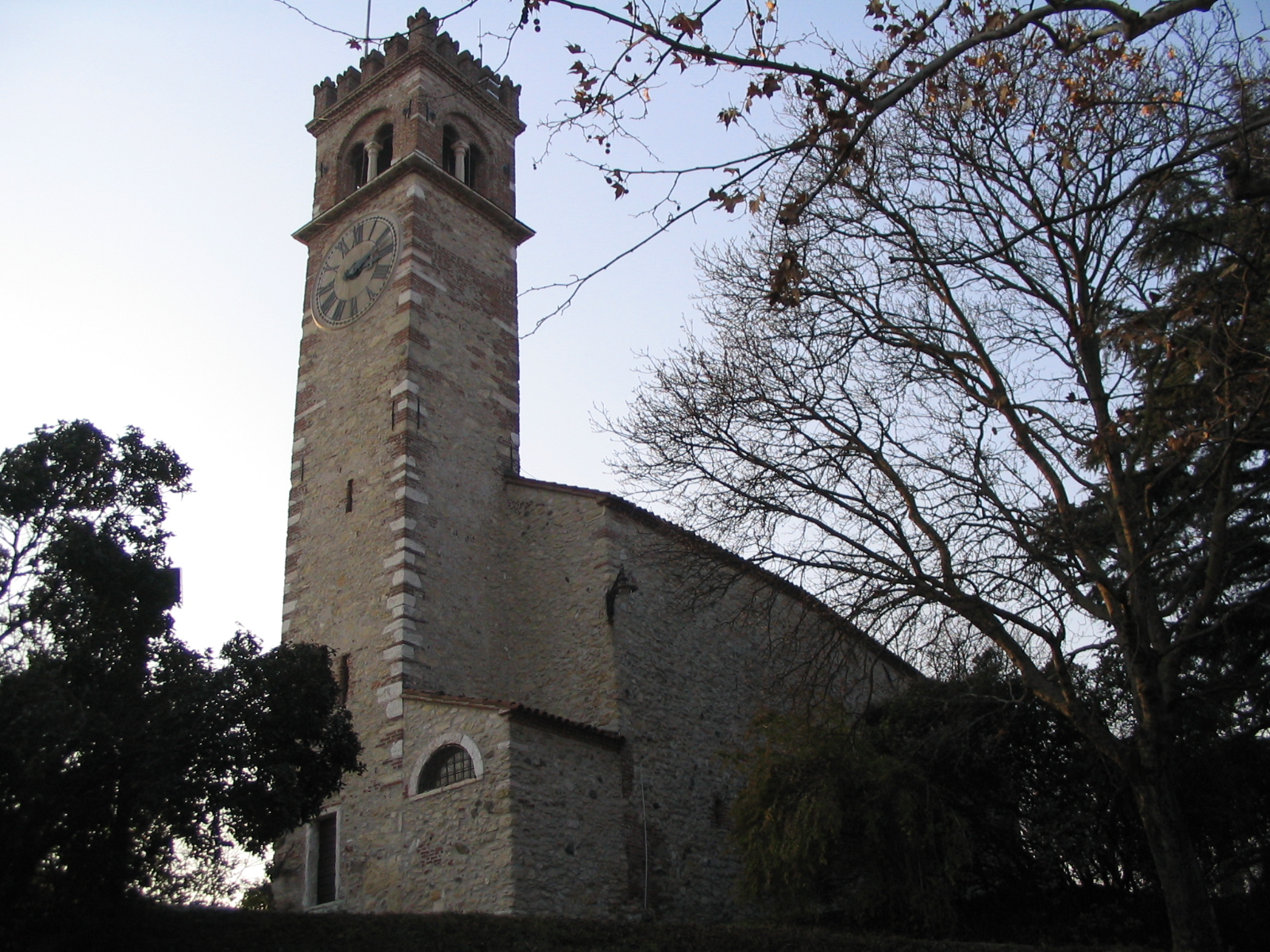
Vista de el "castillo", desde el Tajara
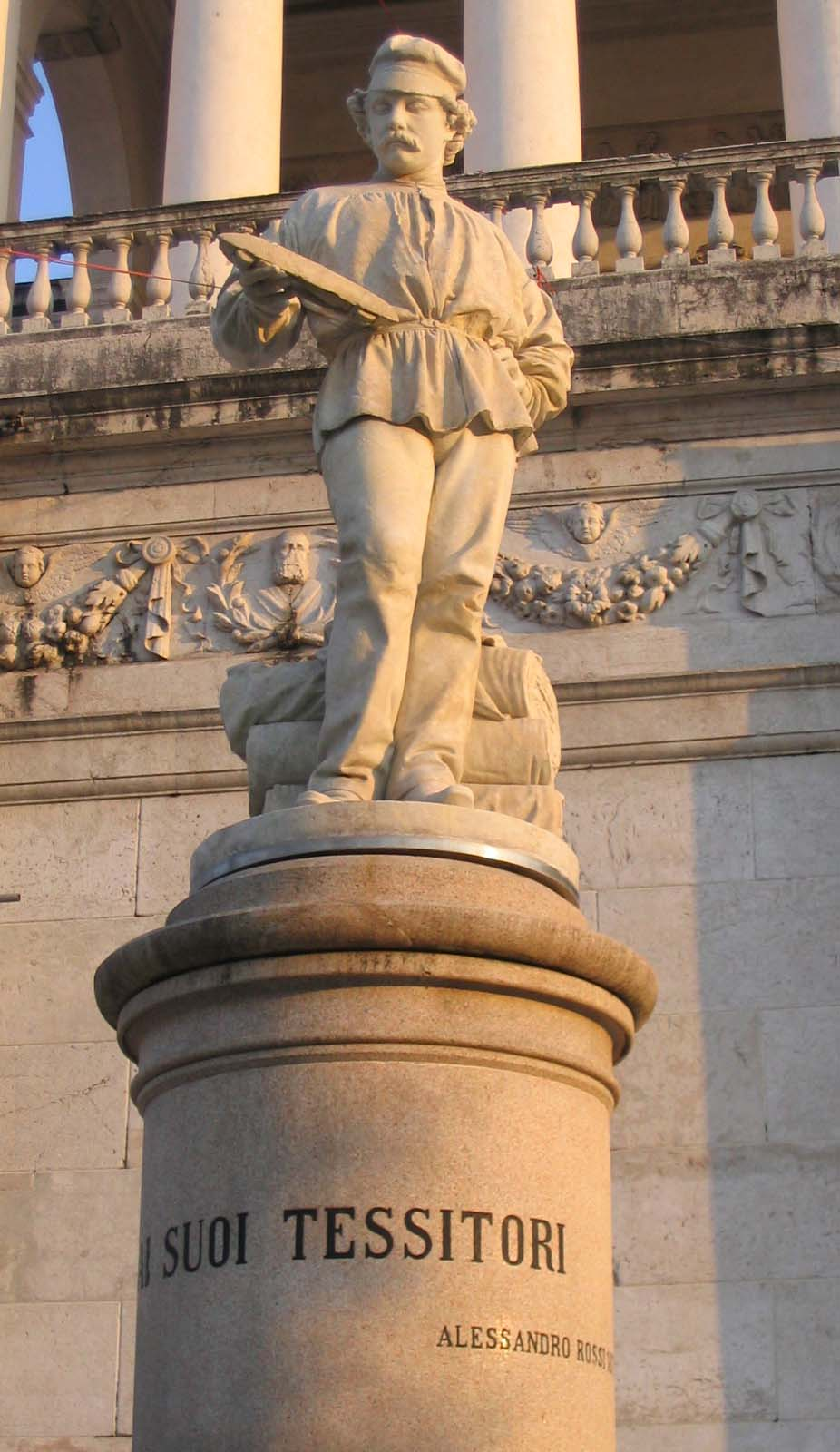
L'Omo
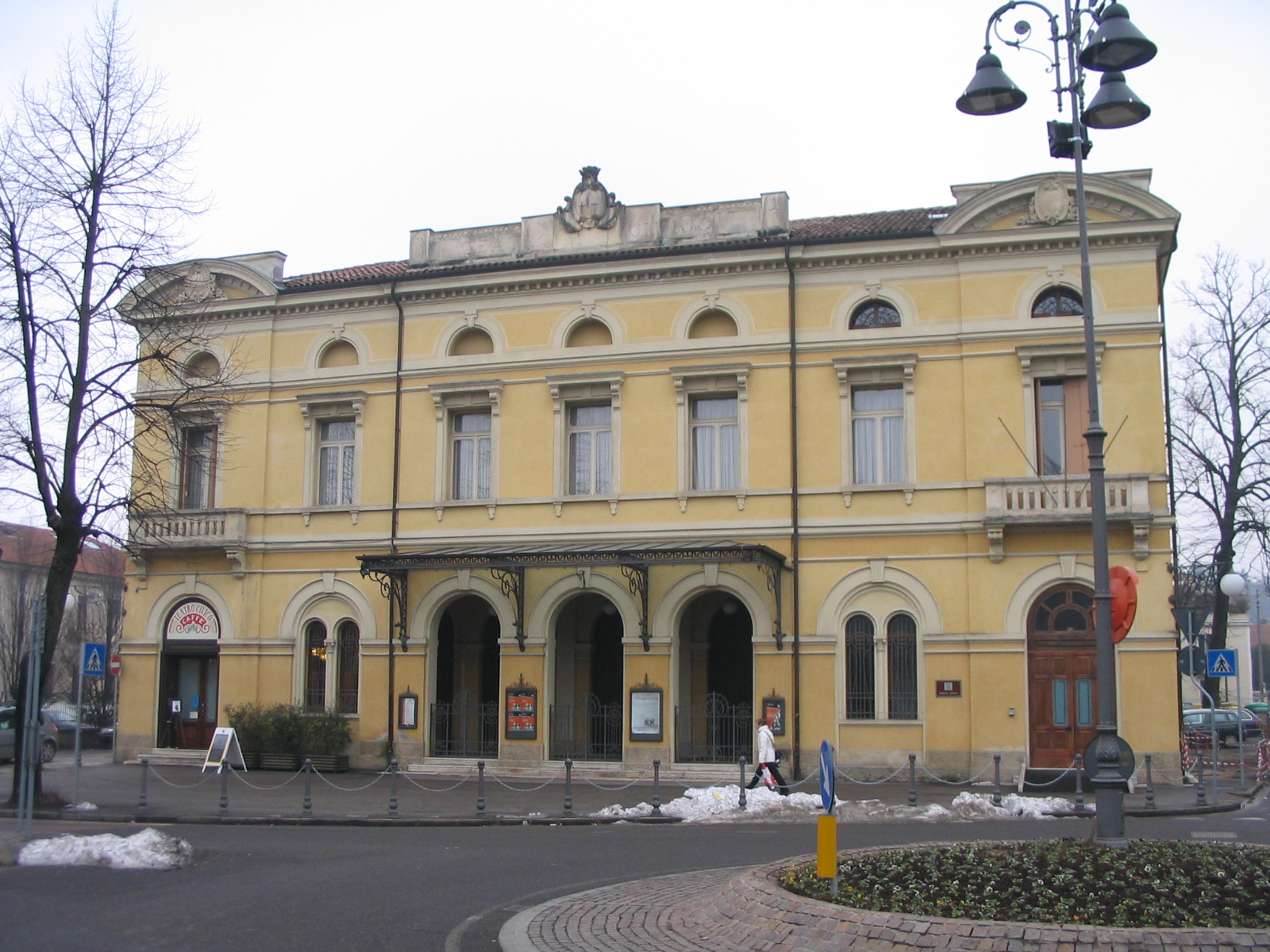
El teatro cívico
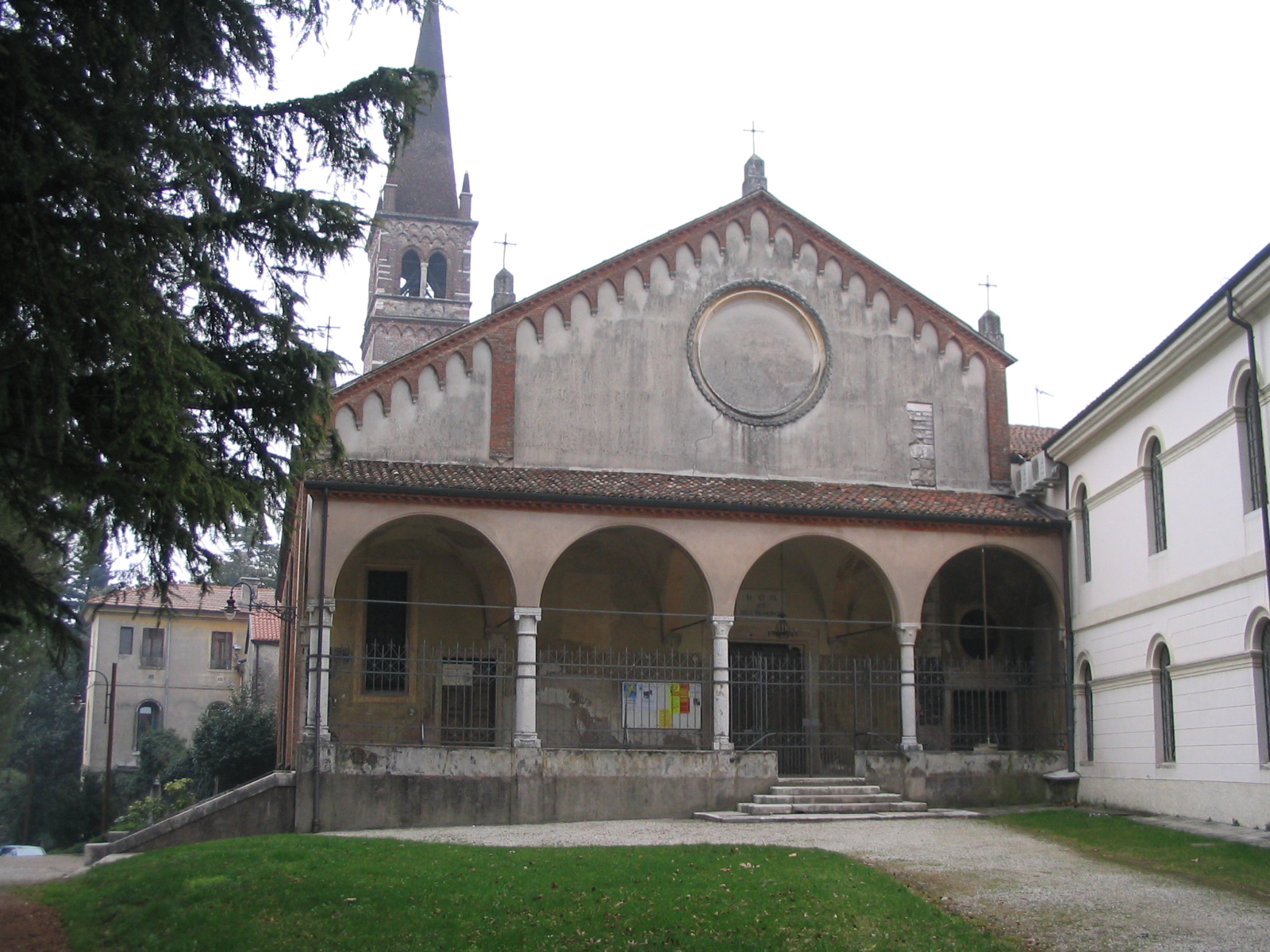
La iglesia de San Francisco
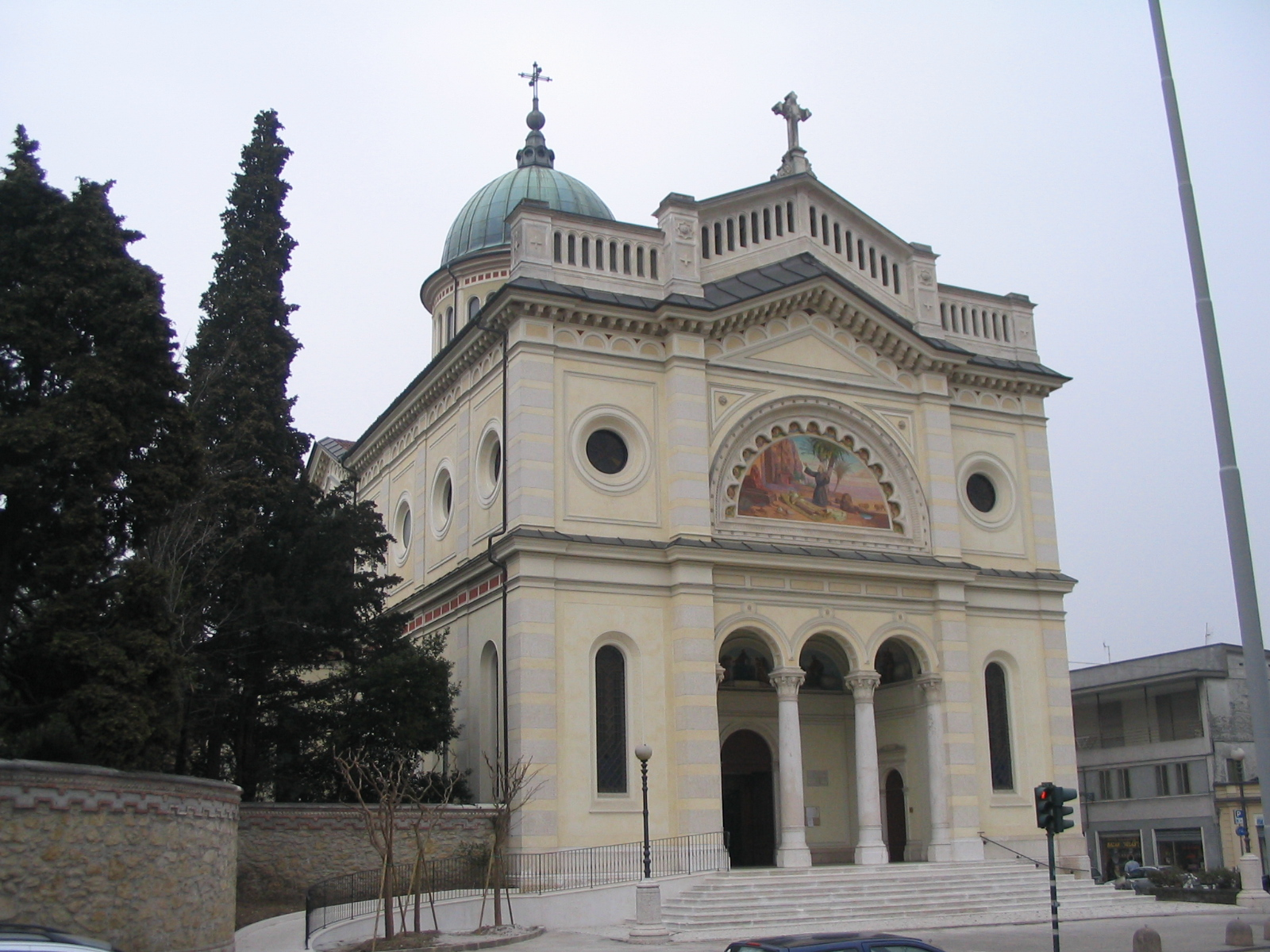
La iglesia de San Antonio
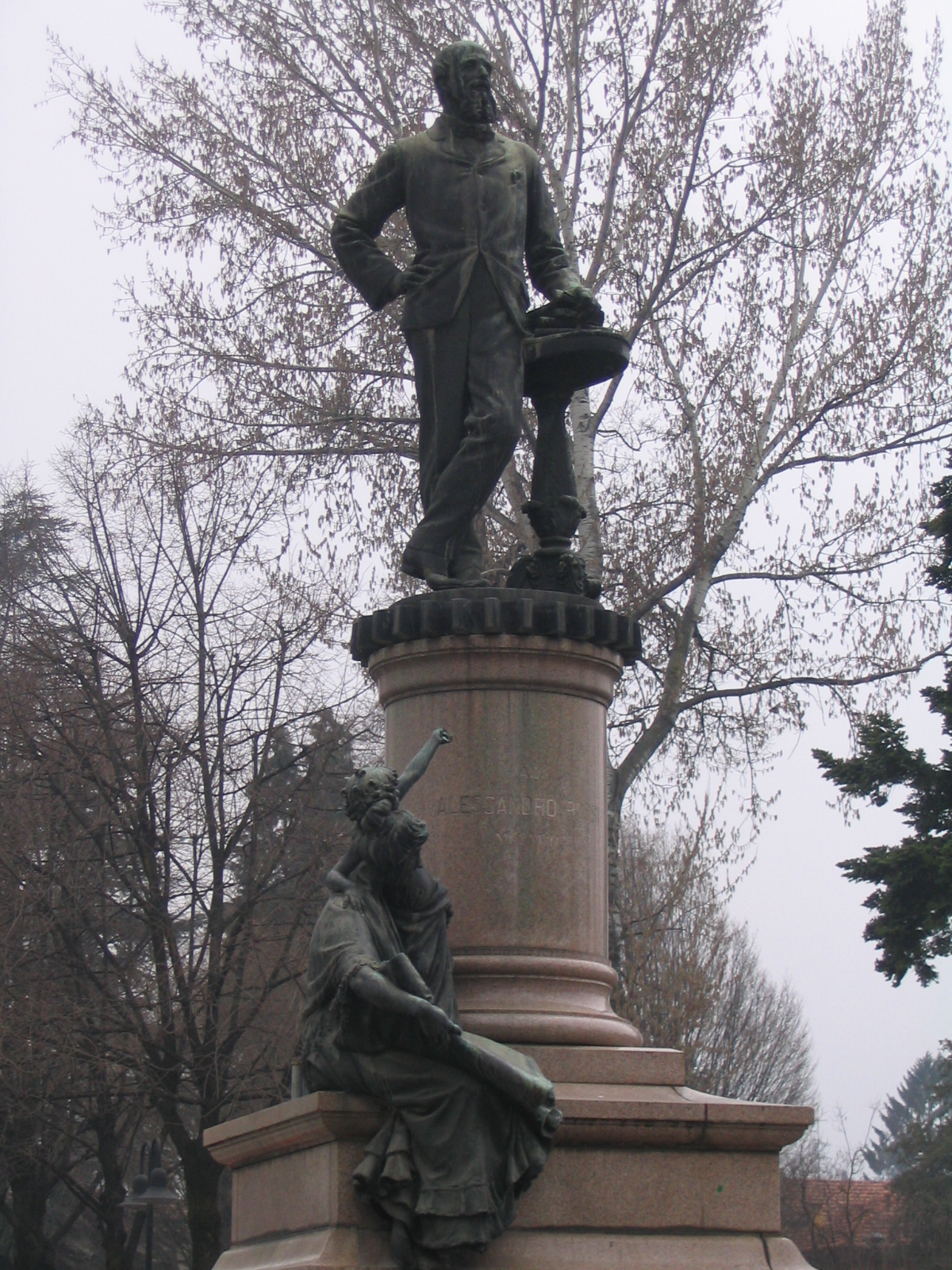
Monumento a Alessandro Rossi